# Стефані Діана Вілсон
Стефані Діана Вілсон (англ. Stephanie Diana Wilson; 27 вересня 1966, Бостон,  штат Массачусетс) —  американський астронавт: 443-й астронавт світу; 277-й астронавт США.

## Біографія
Народилася 27 вересня 1966 р. в Бостоні, штат Массачусеттс. У 1984 р. закінчила середню школу в м. Піттсфілд в тому ж штаті, в 1988 р. отримала ступінь бакалавра технічних наук у Гарвардському університеті.
У 1980—1990 рр. Вілсон працювала в компанії Martin Marietta Astronautics Group в Денвері (штат Колорадо) як інженер з динамічного навантаження ракети-носія Titan IV. Два наступні роки займалася в аспірантурі Університету Техасу, де отримала ступінь магістра з аерокосмічної техніки. Її робота була присвячена моделюванню великих гнучких космічних конструкцій і керування ними.
З 1992 р. Стефані працювала в Лабораторії реактивного руху в Пасадені (Каліфорнія) у групі за системою орієнтації КА Galileo, займаючись оцінкою її характеристик, точності наведення наукової платформи і антени, підтриманням швидкості обертання, а також підготовкою і тестуванням бортовий програми. Крім того, вона працювала в рамках технологічної програми з космічної інтерферометрії, займаючись кінцево-елементним моделюванням конструкцій і розробкою контролера і програмного забезпечення.
1 травня 1996 Стефані Вілсон була зарахована до загону астронавтів NASA (16-я група). У 1996—1998 рр. пройшла курс ОКП і отримала кваліфікацію спеціаліста польоту. Після цього працювала в Відділенні експлуатації МКС над засобами відображення та програмами для корисних навантажень, була оператором зв'язку в ЦУПі. Потім була включена до Відділення експлуатації шатла і займалася маршовими двигунами, зовнішнім баком і прискорювачами.

## НАСА
У грудні 2002 року Вілсон була призначена в екіпаж  «Діскавері» STS-120. Цей політ передбачався в лютому 2004 року. «Діскавері» повинен був доставити на МКС з'єднувальний модуль-2 (Node 2). Після катастрофи  «Колумбії» цей політ був перенесений на пізніший термін. У листопаді 2004 року Стефані Вілсон була зарахована в екіпаж Діскавері  «Дискавері» STS-121, старт якого відбувся 4 липня 2006 року.